# Rose Aboaja
Rose Aboaja (* 1977) ist eine ehemalige nigerianische Leichtathletin, die sich auf den Sprint spezialisiert hat. Ihren größten Erfolg feierte sie mit dem Gewinn der Goldmedaille in der 4-mal-100-Meter-Staffel bei den Afrikameisterschaften 1998 in Dakar.

## Sportliche Laufbahn
Erste internationale Erfahrungen sammelte Rose Aboaja vermutlich im Jahr 1998, als sie bei den Afrikameisterschaften in Dakar in 11,31 s die Bronzemedaille im 100-Meter-Lauf hinter ihren Landsfrauen Mary Onyali-Omagbemi und Endurance Ojokolo gewann und sich über 200 Meter in 22,83 s die Silbermedaille hinter ihrer Landsfrau Falilat Ogunkoya sicherte. Zudem siegte sie dort in 43,75 s gemeinsam mit Endurance Ojokolo, Henrietta Ajaegbu und Funmilola Ogundana in der 4-mal-100-Meter-Staffel. Anschließend wurde sie mit der Staffel beim IAAF World Cup in Johannesburg in 42,91 s Vierte. Im Jahr darauf schied sie bei den Afrikaspielen ebendort mit 23,73 s im Semifinale im 200-Meter-Lauf aus und anschließend trat sie nicht mehr international in Erscheinung, ehe sie 2007 ihre aktive sportliche Karriere im Alter von 30 Jahren beendete.

## Persönliche Bestleistungen
- 100 Meter: 11,17 s (−0,4 m/s), 14. Juli 2005 in Getafe
- 200 Meter: 22,83 s (−0,9 m/s), 22. August 1998 in Dakar